# Aeroporto Internazionale di Pointe-à-Pitre
L'Aeroporto Internazionale di Pointe-à-Pitre (IATA: PTP, ICAO: TFFR) (in francese: Aéroport Guadeloupe - Pôle Caraïbes), conosciuto anche come Aeroporto di Guadeloupe-Pôle Caraïbes, è un aeroporto francese d'oltremare situato vicino alla città di Pointe-à-Pitre nel dipartimento di Guadalupa.

## Statistiche
Questo grafico non è disponibile a causa di un problema tecnico.
Si prega di non rimuoverlo.
Vedi la query Wikidata di origine.